# The Crest
The Crest è un album pubblicato dalla speed/power metal band tedesca Axel Rudi Pell il 26 aprile 2010 dalla SPV GmbH.

## Tracce
1. Prelude of Doom (intro)
2. Too Late
3. Devil Zone
4. Prisoner of Love
5. Dreaming Dead
6. Glory Night
7. Dark Waves of the Sea (Oceans Of Time Pt. II: The Dark Side)
8. Burning Rain
9. Noblesse Oblige (Opus #5 Adagio Contabile)
10. The End of Our Time

## Formazione
- Axel Rudi Pell - chitarre
- Johnny Gioeli - voce
- Ferdy Doernberg - tastiere
- Volker Krawczak - basso
- Mike Terrana - batteria